# STS–132
Az STS–132 jelű küldetés az amerikai űrrepülőgép-program 132., a Atlantis űrrepülőgép 32. repülése. Az Atlantis űrrepülőgép utolsó előtti repülése.

## Jellemzői
A beépített kanadai Canadarm (RMS) manipulátor kart 50 méter kinyúlást biztosított (műholdak indítás/elfogása, külső munkák [kutatás, szerelések], hővédőpajzs külső ellenőrzése) a műszaki szolgálat teljesítéséhez. Az Orbiter Boom Sensor System (OBSS) rendszerrel újabb 15 méterrel meghosszabbították a manipulátor kinyúlási távolságát. Kötelező jelleggel, biztonsági követelmény alapján megvizsgálták az űrrepülőgép külső felületét.

## Személyzet
(zárójelben a repülések száma az STS–132 küldetéssel együtt)
- Kenneth Ham  (2) – Parancsnok
- Dominic Anthony Antonelli  (2) – Pilóta
- Stephen Gerard Bowen  (2) – Küldetésfelelős
- Michael Timothy Good  (2) – Küldetésfelelős
- Piers John Sellers  (3) – Küldetésfelelős
- Garrett Reisman  (2) – Küldetésfelelős

## Első nap
2010. május 14-én a szilárd hajtóanyagú gyorsítórakéták, Solid Rocket Booster(SRB) segítségével Floridából, a Cape Canaveral (KSC) Kennedy Űrközpontból, a LC39–A (LC–Launch Complex) jelű indítóállványról emelkedett a magasba. Az orbitális pályája 91 perces, 51,6 fokos hajlásszögű, elliptikus pálya perigeuma 335 kilométer, az apogeuma 359 kilométer volt. Felszálló tömeg indításkor 119 300 kilogramm, leszálló tömeg 95 024 kilogramm. Szállított hasznos teher 12 072 kilogramm.

## Hasznos teher
1. Külső szerelési műveleteket támogató átfogó rakomány Integrated Cargo Carrier–Vertical Light Deployable (ICC-VLD) és az orosz Mini Research Module-1 (MRM1) feljuttatása a Nemzetközi Űrállomásra. Továbbá logisztikai árú (víz, élelmiszer, ruházat, személyes tárgyak, orvosi- eszközök, berendezések, kutatási- kísérleti anyagok és eszközök) szállítása. Az ICC–VLD raklap a korábban használt SpaceHab egyszerűsített változata. Támogató rendszer, alkatrészek, elemek, kábelek hordozására, az űrállomáshoz csatlakoztatva energia biztosítására alkalmas. Hat akkumulátort szállítottak cserére. A 38 darab Individual Pressure Vessel (IPV) nikkel hidrogén (Ni- H2) akkumulátorok biztosítják földárnyékban, napfogyatkozás és a karbantartási időszakban az űrállomás energia ellátását. Az akkumulátorok élettartama körülbelül hat és fél év. Visszafelé bepakolták a csomagoló anyagokat, kutatási eredményeket, a használhatatlan elemeket és eszközöket, a szemetet.
2. Micro–2: A Rensselaer Politechnikai Intézet mikroorganizmusok felderítésére készített programot, hogy ellenőrizzék a jelenlétet (biofilm), kidolgozzák a védelem (megszüntetés) formáját.
3. Hypersole: kanadai kutatási program vizsgálta az űrhajósok bőr érzékenységét, az egyensúly állapot változását. A kutatási eredményeket felhasználják az öregedés jobb megismerésére, az idős emberek egyensúly problémáinak segítésére.
4. Shuttle Ionospheric Modification with Pulsed Localized Exhaust Experiments (SIMPLEX) – az ionoszférát vizsgálták, hogyan befolyásolja a plazma turbulencia a navigációs és kommunikációs rádiós rendszereket.

## Űrséták
Első űrséta (kutatás, szerelés) alatt telepítették a tartalék Ku – band antennát, a szerelések rácsos elemét. Előkészítették a 2. és a 3. űrséta munkáit. Az űrrepülőgép robotkarjával (RMS) kiemelték az MRM1 modult, majd átadták az űrállomás manipulátorának (SSRMS), amely dokkolás céljából a helyére továbbította.
Második alkalommal kijavították a P6 rácselem energia ellátásának (napelem táblák, akkumulátorok cseréje) hibáját. Munkájukat hasznosan támogatta a lézeres képalkotó és videókamera-rendszer.
Harmadik esetben tovább végezték a rácsos elemek cseréjét (napelem táblák, akkumulátorok). Az ICC–VLD rácselemet a hulladék elemekkel visszahelyezték az űrrepülőgép rakterébe. Elvégezték a javítási munkálatok műszaki tesztelését.
(zárójelben a dátum és az időtartam)
- EVA 1: Garrett Reisman és Stephen Bowen (2010. május 17., 7 óra 25 perc)
- EVA 2: Stephen Bowen és Michael Good (2010. május 19., 7 óra 9 perc)
- EVA 3: Michael Good és Garrett Reisman (2010. május 21., 6 óra 46 perc)

## Tizenegyedik nap
A dokkolás megszűnésével az űrrepülőgép lassú sodródása következett, 450 méter távolságban indították a főmotorokat.
2010. május 26-án a Kennedy Űrközponton (AFB), kiinduló bázisán szállt le. Összesen 11 napot, 18 órát, 29 percet és 9 másodpercet töltött a világűrben. 7 853 563 kilométert (4 879 978 mérföldet) repült, 186 alkalommal kerülte meg a Földet.